# Дмитровка (Бердянский район)
Дми́тровка (укр. Дмитрівка) — село,
Дмитровский сельский совет,
Бердянский район,
Запорожская область,
Украина.
Код КОАТУУ — 2320681501. Население по переписи 2001 года составляло 2396 человек.
Является административным центром Дмитровского сельского совета, в который, кроме того, входит село
Шевченко.

## Географическое положение
Село Дмитровка находится на берегу реки Кильтичия,
выше по течению на расстоянии в 1 км расположено село Трояны,
ниже по течению на расстоянии в 3 км расположено село Шевченко.
От села до Азовского моря 6 км.
Через село проходит автомобильная дорога Р-37.

## История
- Вблизи села Дмитровка найдены каменные орудия труда и захоронения ямной, катакомбной и срубной культур эпохи бронзы. В дмитровском кургане № 6 была найдена деревянная повозка катакомбников[2] с целиком сохранившимся колесом возрастом 5 тысяч лет, которая в разобранном виде была установлена у входа в погребальную камеру, —  один из древнейших образцов колёсного транспорта на территории Украины[3].
- 1861 год — дата основания как село Покровка (по другим данным — Новопокровка).
- В 1970 году переименовано в село Дмитровка.

## Экономика
- «Людмила», агрофирма, сельскохозяйственное ЧП
- «Войников и Ко», агрофирма, сельскохозяйственное ЧП
- «ЧП Курбацкий», сельскохозяйственное ЧП

## Объекты социальной сферы
- Школа.
- Детский сад.
- Дом культуры.
- Больница.
- Музей истории села.

## Достопримечательности
- Братская могила советских воинов, погибших в Великой Отечественной войне 1941— 1945 гг.

## Галерея
- Сельский совет
- Дом культуры
- Братская могила советских воинов